# Crni Kao (gmina Ražanj)
Crni Kao (cyr. Црни Као) – wieś w Serbii, w okręgu niszawskim, w gminie Ražanj. W 2011 roku liczyła 378 mieszkańców.